# Ляховщина (Минский район)
Ляховщина (бел. Ляхаўшчына) — деревня в Ждановичском сельсовете, в 10 км на запад от Минска.

## История
В 1590—1591 село, 19 волок земли, собственность Винка, его жены Станкевичевны и Савича, в Минском повете и воеводстве ВКЛ.
В 1600 село имения Ратомка, собственность Протосовича.
В 1667 имение, 6 дымов, собственность Гонецкого.
В 1791 деревня — центр имения, 38 дымов, дворянский двор, корчма, собственность Ротинского, в Каралинском приходе (белор. Каралінскай парафii).
После Второго раздела Речи Посполитой (1793) в составе Российской империи.
В 1800 деревня, 16 дворов, 83 жителя, собственность ротмистра Нарабовского, в Минском уезде.
В 1858 деревня принадлежала разным помещикам: одна часть (45 душ муж.пола) во владении помещиков Нарабовских, другая (8 душ муж.пола) — собственность Гайдукевича.
В 1897 деревня (33 двора, 180 жителей), одноименный выселок (3 двора, 13 жителей, питейный дом), 4 фольварка (4 двора, 70 жителей) в Старосельской волости Минского уезда.
В 1912 работало народное училище.
В 1917 две деревни: Ляховщина-1 (30 дворов, 181 житель) и Ляховщина-2 (4 двора, 32 жителя).
С февраля по декабрь 1918 оккупирована войсками кайзеровской Германии. Во время польско-советской войны с июля 1919 по июль 1920, а также в середине октября 1920 — войсками Польши. С 1919 в составе БССР. В 1924 открыто с/х товарищество имени Ленина. В 1924 действовала трудовая 3-летняя школа, в которой было 42 ученика. С 20 августа 1924 деревня в составе Старосельского сельсовета Заславского района Минской округи (до 26 июля 1930). В 1926 в деревне 29 дворов, 150 жителей. С 20 февраля 1938 — в Минской области. В ВОВ с конца июня 1941 до начала июля 1944 оккупирована немецко-нацистскими войсками, при обороне и освобождении деревни погибли 70 советских воинов, 31 мирный житель. С 8 августа 1959 — в Минском районе. С 20 февраля 1974 в Хатежинском сельсовете, с 1980 — в Ждановичском сельсовете.
В 1997 было 61 хозяйство, 164 жителя, в составе конезавода им. Доватора (центр — аг. Ратомка). В 2010 было 53 хозяйства, 100 жителей, магазин.